# Зек Вајлд
Зек Вајлд (енгл. Zakk Wylde рођен као Џефри Филип Виеланд енгл. Jeffrey Phillip Wielandt, 14. јануар 1967) је амерички музичар, певач, текстописац, мулти-инструменталиста и повремени глумац који је најпознатији као бивши гитариста за Ози Озборна, и оснивач хеви метал бенда Блек Лејбел Сосајити. Његов дизајн мете се појављује на многим његовим гитарама и широко је прихваћен. Он је био гитариста и певач у bendu "Прајд и Глори", који је објавио један истоимени албум 1994. пре распуштања. Као солиста је објавио албум Book of Shadows 1996.

## Детињство и младост
Џефри Филип Виеланд је рођен у Бејону, Њу Џерзи, 14. јануара 1967. Почео је да свира гитару са 8 година, али није свирао озбиљно до своје прве године у средњој школи.Када је имао 14 година радио је у Силвертон музик делу у Томс Риверу, Њу Џерзи. Виеланд је одрастао у Џексону, Њу Џерзи, и ишао је у Џексон Мемориал средњу школу, где је дипломирао 1985. Он је навео да је вежбао свиње гитаре 12 сати дневно и да је свирао гитару готово нон-стоп између долазка кући из школе и одлазка у школу следећег јутра, а спавао је преко школског дана.